# فرودگاه صحرایی کوریس (رند پرایوت)
فرودگاه صحرایی کوریس (رند پرایوت) (به انگلیسی: Curries (Rand Private Airfield) Aerodrome) یک فرودگاه خصوصی است که یک باند فرود چمن دارد و طول باند آن ۴۵۷ متر است. این فرودگاه در کشور کانادا قرار دارد و در ارتفاع ۳۲۳ متری از سطح دریا واقع شده‌است.